# Minnesota Frost
Die Minnesota Frost sind ein US-amerikanisches Fraueneishockey-Team aus Saint Paul, Minnesota, das 2023 zu den sechs ligaeigenen Gründungsmannschaften (Franchises) der Professional Women’s Hockey League gehörte. Die Frost tragen ihre Heimspiele im Xcel Energy Center, der Spielstätte des NHL-Team Minnesota Wild, aus. Vor den Minnesota Frost gab es in Saint-Paul mit den Minnesota Whitecaps aus der Premier Hockey Federation ebenfalls ein professionelles Fraueneishockeyteam.

## Geschichte

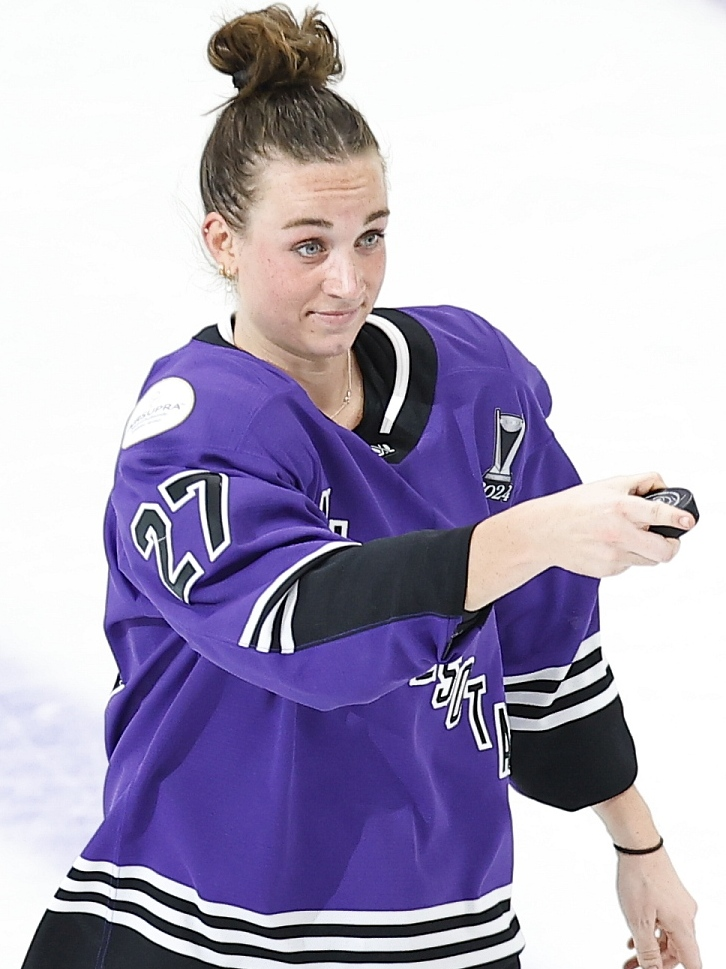
Top-Spielerin Taylor Heise im Mai 2024

Die Frost wurden 2023 als eines von sechs ligaeigenen Franchises der Professional Women’s Hockey League unter dem Namen generischen Namen PWHL Minnesota gegründet und gehörten damit zu den Gründungsmitgliedern der Liga. Im September 2023 wurde Natalie Darwitz als erste General Managerin des Franchise vorgestellt. Wenige Tage später verpflichtete das Franchise Charlie Burggraf, der zuvor Trainer an der Bethel University gewesen war, als ersten Cheftrainer.
Zu den ersten Spielerinnen des Teams gehörten mit  Kendall Coyne Schofield, Kelly Pannek und Lee Stecklein ausschließlich Mitglieder der US-amerikanischen Frauennationalmannschaft. Im PWHL Draft 2023 wählte das Team an erster Stelle Taylor Heise von den Minnesota Golden Gophers aus. Nach vor Beginn der regulären Saison trat Burggraf als Cheftrainer zurück und wurde durch Ken Klee ersetzt.
In der regulären Saison der Spielzeit 2023/24 belegte das Team aus Minnesota den vierten Platz und erreichte nach einem Sieg in der Halbfinalserie das Playoff-Finale, in dem es das Team Boston mit 3:2 besiegte und damit den ersten Walter Cup der Ligageschichte gewann. Zur folgenden Saison wurde das Team in Minnesota Frost umbenannt und erhielt eigenständige Teamfarben und ein neues Logo. Im September 2024, nach dem Rücktritt von Natalie Darwitz, wurde mit Melissa Caruso eine neue General Managerin vorgestellt.

## Saisonstatistik
Legende zur Saisonstatistik: GP oder Sp = Spiele insgesamt; W oder S = Siege; L oder N = Niederlagen; T oder U = Unentschieden; OTS = Siege nach Verlängerung (Overtime);  OTN oder OL = Overtime-Niederlagen; SOS = Shootout-Siege; SOL oder SON = Shootout-Niederlagen; P oder Pkt = Punkte; Pct % = Siege in %; GF oder T = Tore; GA oder GT = Gegentore
| Saison  | Sp | S | OTS | OTN | N | Tore  | Pkt | Regular Season | Postseason        |
| ------- | -- | - | --- | --- | - | ----- | --- | -------------- | ----------------- |
| 2023/24 | 24 | 8 | 4   | 3   | 9 | 54:54 | 35  | 4. Platz       | Walter-Cup-Sieger |

## Cheftrainer
- Charlie Burggraf (2023)
- Ken Klee seit 2023

## Mannschaft

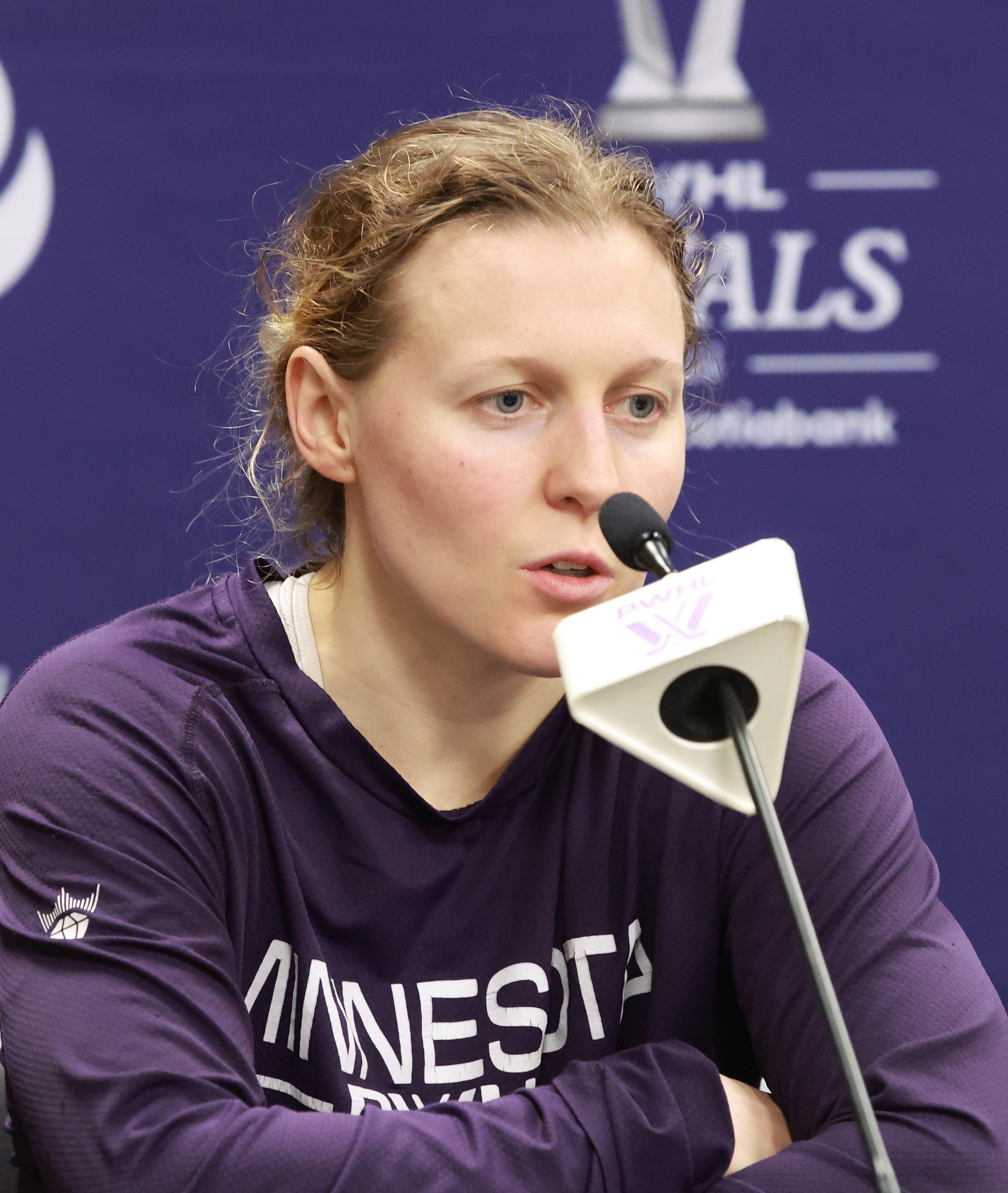
Kapitänin Kendall Coyne Schofield (Mai 2024)

### Mannschaftskapitäne
- Kendall Coyne Schofield seit 2023

### Auszeichnungen
- Ilana Kloss Playoff MVP Award – Taylor Heise (2024)
- Rookie of the Year – Grace Zumwinkle (2024)

### Bekannte Spielerinnen
- Kelly Pannek
- Lee Stecklein
- Nicole Hensley
- Maddie Rooney